# Lipovce
Lipovce (em húngaro: Szinyelipóc) é um município da Eslováquia, situado no distrito de Prešov, na região de Prešov. Tem 22,37 km² de área e sua população em 2018 foi estimada em 524 habitantes.

## Demografia
| Ano:        | 1994 | 2004   | 2014  | 2024   |
| ----------- | ---- | ------ | ----- | ------ |
| Broj ljudi: | 506  | 500    | 521   | 517    |
| Razlika:    |      | -1,18% | +4,2% | -0,76% |

| Ano:               | 2023 | 2024   |
| ------------------ | ---- | ------ |
| Número de pessoas: | 511  | 517    |
| Diferença:         |      | +1,17% |